# Annick Peters-Custot
Annick Peters-Custot née en 1973 est une historienne française. Ses travaux portent sur l'histoire byzantine, normande et souabe de l'Italie méridionale au Moyen Âge.

## Biographie
Entre 1993 et 1997, Annick Peters-Custot est élève à l'École Normale supérieure de la rue d'Ulm. En 2002, elle soutient sa thèse de doctorat à l'université Paris 1 Panthéon-Sorbonne, intitulée Les populations grecques d'Italie méridionale post-byzantine : modalités d'acculturation, publiée en 2009. Elle est maîtresse de conférences à l'Université de Saint-Étienne en 2003. Elle est professeure à l'Université de Nantes depuis 2014.
Ses recherches portent sur la Méditerranée médiévale et plus particulièrement sur les échanges entre l'Empire byzantin, l'Occident latin et le monde islamique.
En 2014, elle publie Bruno en Calabre. Histoire d’une fondation monastique dans l’Italie normande, ouvrage qui offre une première synthèse sur l'implantation en Calabre de Bruno (1030-1101), fondateur de l'ordre des Chartreux. Ce travail s'est surtout appuyé sur les sources diplomatiques produites par le comte de Sicile Roger Ier, qui contrôle alors également la Calabre. Ce livre s'inscrit dans le mouvement de renouvellement des études portant sur la construction des ordres monastiques et sur le monachisme byzantin.
Annick Peters-Custot est élue présidente du comité français des études byzantines, le 11 février 2023. Elle succède à Jannic Durand.

## Publications

### Monographies
- Les Grecs de l'Italie méridionale post-byzantine, IXe – XIVe siècle: une acculturation en douceur, Rome, Ecole française de Rome, 2009, 730 p. (ISSN 0223-5099)
- Bruno en Calabre : histoire d'une fondation monastique dans l'Italie normande : S. Maria de Turri et S. Stefano del Bosco, Rome, École française de Rome, coll. « Collection de l'École française de Rome », 2014 (ISSN 0223-5099)

### Direction d'ouvrages
- Puer Apuliae : mélanges offerts à Jean-Marie Martin, Paris, ACHCByz, 2008, 2 vol. (ISBN 978-2-906716-19-3)
- L'héritage byzantin en Italie : VIIIe – XIIe siècle. I, La fabrique documentaire, Rome, École française de Rome, 2011, 334 p. (ISBN 978-2-7283-0923-8)
- L'héritage byzantin en Italie :  VIIIe – XIIe siècle. II, Les cadres juridiques et sociaux et les institutions publiques, Rome, École française de Rome, 2012, 729 p. (ISBN 978-2-7283-0941-2)
- L'héritage byzantin en Italie : VIIIe – XIIe siècle. III, Décor monumental, objets, tradition textuelle, Rome, École française de Rome, 2015, 286 p. (ISBN 978-2-7283-1107-1)
- L'héritage byzantin en Italie : VIIIe – XIIe siècle. IV, Habitat et structure agraire, Rome, École française de Rome, 2017, 432 p. (ISBN 978-2-7283-1224-5)
- La réception des Pères grecs et orientaux en Italie au Moyen âge : Ve – XVe siècle, Paris, Éditions du Cerf, 2020, 394 p. (ISBN 978-2-204-13650-1)
- Ethno-géopolitique des empires : de l'Antiquité au monde contemporain, Rennes, Presses universitaires de Rennes, 2021, 240 p. (ISBN 978-2-7535-8279-8)